# Blaru
Blaru là một xã thuộc tỉnh Yvelines, trong vùng Île-de-France, Pháp, cự ly khoảng 23 km về phía tây của Mantes-la-Jolie.
Các xã giáp ranh là: Vernon về phía bắc, Port-Villez và Jeufosse về phía đông, về phía tây là Douains và Chaignes, Chaufour-lès-Bonnières và La Villeneuve-en-Chevrie về phía nam.

## Thông tin nhân khẩu
| 1793 | 1800 | 1806 | 1821 | 1831 | 1836 | 1841 | 1846 | 1851 |
| ---- | ---- | ---- | ---- | ---- | ---- | ---- | ---- | ---- |
| 701  | 607  | 715  | 754  | 652  | 700  | 705  | 679  | 665  |

| 1856 | 1861 | 1866 | 1872 | 1876 | 1881 | 1886 | 1891 | 1896 |
| ---- | ---- | ---- | ---- | ---- | ---- | ---- | ---- | ---- |
| 646  | 663  | 614  | 595  | 572  | 570  | 595  | 548  | 517  |

| 1901 | 1906 | 1911 | 1921 | 1926 | 1931 | 1936 | 1946 | 1954 |
| ---- | ---- | ---- | ---- | ---- | ---- | ---- | ---- | ---- |
| 515  | 512  | 487  | 484  | 484  | 415  | 423  | 457  | 495  |

| 1962                                         | 1968 | 1975 | 1982 | 1990 | 1999 | - | - | - |
| -------------------------------------------- | ---- | ---- | ---- | ---- | ---- | - | - | - |
| 434                                          | 418  | 512  | 628  | 745  | 802  | - | - | - |
| Số liệu kể từ 1962 : dân số không tính trùng |      |      |      |      |      |   |   |   |

## Hành chính
| Danh sách các thị trưởng               |           |               |      |         |
| Giai đoạn                              | Giai đoạn | Tên           | Đảng | Tư cách |
| tháng 3 năm 2001                       | 2008      | Joëlle Rollin |      |         |
| Tất cả các dữ liệu trước đây không rõ. |           |               |      |         |

Bản mẫu:Tổng Bonnières-sur-Seine